# Taq Kasra: Wonder van Architectuur
Taq Kasra: Wonder van Architectuur (Engels: Taq Kasra: Wonder of Architecture) is een documentairefilm uit 2018 over 's werelds grootste bakstenen gewelf Taq-i Kisra. Het is de allereerste film over dit oude Perzische monument
, geregisseerd door Pejman Akbarzadeh.

## Inhoud
Taq Kasra liep in 2015-2016 ernstig gevaar voor ISIS-aanvallen en dit was de belangrijkste reden voor de Perzisch-Nederlander Pejman Akbarzadeh om tweemaal naar Irak te reizen en de boog te filmen voordat deze mogelijk vernietigd was.
"Taq Kasra: Wonder of Architecture" verkent de geschiedenis en architectuur van dit iconische monument met archeologen en wetenschappers van over de hele wereld en beschrijft de enorme impact van oorlogen en ideologisch beleid op de identiteit van deze oude boog.
De volgende geleerden zijn geïnterviewd in de film:
- Prof. Ed Keall (voormalig directeur van het Near Eastern Department van het Royal Ontario Museum)
- Prof. Touraj Daryaee (directeur van Jordan Center for Persian Studies, Univ. Of California)
- Dr. Ute Franke (Staatsmusea van Berlijn)
- Dr. Vesta Sarkhosh-Curtis (British Museum)
- Dr. Ali Mozaffari (Australian Research Council, Deakin Univ.)
- Dr. Mahmoud Mullakhalaf (Iraakse ambassadeur bij UNESCO)
- Dr. Qais Huseen Rasheed (hoofd van de Iraakse Raad van Antiquiteiten)
- Dr. Miroslav Zeman (ProjektyZeman, Praag)

De 30 minuten durende documentaire is opgenomen in Irak, Perzië/Iran, Canada, Brittannië, Frankrijk, Duitsland, Tsjechië en de Verenigde Staten.
De documentaire ging in februari 2018 in première in SOAS, Londen en werd later vertoond op verschillende conferenties en musea zoals het University of Pennsylvania Museum of Archeology, 8e conferentie van 'The Association for the Study of Persianate Societies' (ASPS), Freer Sackler Galleris of Art in Washington DC.